# Spiraserpula spiraserpula
Spiraserpula spiraserpula är en ringmaskart som beskrevs av Regenhardt 1961. Spiraserpula spiraserpula ingår i släktet Spiraserpula och familjen Serpulidae. Inga underarter finns listade i Catalogue of Life.